# ماتیا روستی
ماتیا روستی (انگلیسی: Mattia Rossetti؛ زادهٔ ۱۶ ژوئن ۱۹۹۶) بازیکن فوتبال است.
از باشگاه‌هایی که در آن بازی کرده‌است می‌توان به باشگاه فوتبال کاتانیا اشاره کرد.